# La reina i jo

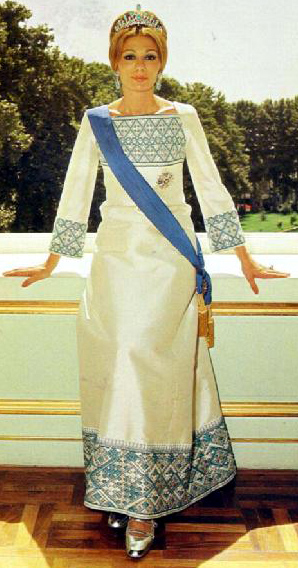
Farah Pahlaví durant la dècada del 1960.

La reina i jo (originalment en suec, Drottningen och jag) és un llargmetratge documental de 2008 sobre Farah Pahlaví, l'antiga reina i emperadriu de l'Iran. La pel·lícula va ser produïda i dirigida per la cineasta iranianosueca Nahid Persson Sarvestani. La pel·lícula segueix l'antiga reina i emperadriu i la directora, una antiga comunista, mentre comparteixen idees i preocupacions sobre el país que totes dues es van veure obligats a abandonar després de la revolució. La versió doblada al català es va estrenar el 17 de setembre de 2013 al programa Sense ficció de TV3.